# Paradise Beach (film)
Pour plus de détails, voir Fiche technique et Distribution.
Paradise Beach est un film français réalisé par Xavier Durringer, sorti en 2019.

## Synopsis
Une équipe d'anciens braqueurs est installée au Paradis : Phuket, au sud de la Thaïlande. Désormais commerçants dans l'industrie touristique locale, ils coulent des jours heureux. Jusqu'au moment où débarque Mehdi, condamné à quinze ans de prison lors de leur dernier braquage et qui les a couverts. Il veut récupérer sa part mais elle n'existe plus vraiment : les investissements de départ ont été soit détruits par le tsunami de 2004, soit accaparés par les compagnes ou les associés thaïlandais. Cependant, Medhi ne l'entend pas de cette oreille et il compte sur le soutien indéfectible de son frère.

## Fiche technique
Sauf indication contraire, les informations mentionnées dans cette section peuvent être confirmées par la base de données cinématographiques IMDb,  présente dans la section « Liens externes ».
- Réalisation : Xavier Durringer
- Scénario : Xavier Durringer et Jean Miez
- Photographie : Marie Spencer
- Montage : Julien Rey
- Décors : Eric Durringer
- Costumes : Soraya Attali
- Musique : 38ème Donne
- Production : Isaac Sharry, Philippe Aigle, Séverine Lathuillière et Bruno Petit
- Sociétés de production : Vito Films et Naïa Productions
- SOFICA : Cofinova 14, LBPI 11
- Société de distribution : Océan Films
- Pays d'origine :  France
- Langue originale : français
- Format : couleur
- Genre : thriller
- Durée : 1 h 33
- Date de sortie : 20 février 2019

## Distribution
- Sami Bouajila : Medhi
- Mélanie Doutey : Julia
- Tewfik Jallab : Hicham
- Hugo Becker : Frank
- Kool Shen : Winny
- Hubert Koundé : Goyave
- Sonia Couling : Aom
- Flore Bonaventura : Tatiana
- Seth Gueko : Zak
- Dosseh : Dango
- Nessbeal : Slim

## Autour du film
Le film est inspiré de l'histoire de Jean Miez, un ex braqueur et cambrioleur. Il connait la prison dès ses dix-sept ans. À trente-sept ans, il est condamné à vingt ans de prison mais sort au bout de cinq. Lors de son emprisonnement à la maison d'arrêt de Bois-d'Arcy, il se plonge dans la littérature et participe à un atelier théâtre qui le change totalement. À sa sortie de prison, il rencontre Xavier Durringer qui le fera jouer dans la majorité de ses films. Ils écrivent ensemble le scénario de Paradise Beach, comme ils l'avaient fait pour J'irai au paradis car l'enfer est ici.
La réalisation du film a dans un premier temps été confiée à Olivier Marchal mais le projet ne s'est pas concrétisé. Xavier Durringer, coscénariste, a finalement repris le flambeau.
Le tournage s'est déroulé à Phuket en Thaïlande.